# Arbéroue
Die Arbéroue ist ein Fluss in Frankreich, der im Département Pyrénées-Atlantiques in der Region Nouvelle-Aquitaine verläuft. Sie entspringt im Gemeindegebiet von Hélette, entwässert generell in nördlicher Richtung und mündet nach rund 27 Kilometern an der Gemeindegrenze von Bardos und Orègue als linker Nebenfluss in den Lihoury.

## Orte am Fluss
(Reihenfolge in Fließrichtung)
- Saint-Esteben
- Saint-Martin-d’Arberoue
- Isturits
- Quartier de Pessarou, Gemeinde La Bastide-Clairence
- Chourio, Gemeinde La Bastide-Clairence

## Sehenswürdigkeiten
Zwischen Saint-Martin-d’Arberoue und Isturits verläuft der Fluss in einem Karstsystem unterirdisch; siehe auch Höhlen von Isturitz und Oxocelhaya.